# Campogrondspecht
De campogrondspecht (Colaptes campestris) is een vogel uit de familie Picidae (spechten).

## Verspreiding en leefgebied
Deze soort komt voor in oostelijk, centraal en zuidoostelijk Zuid-Amerika en telt twee ondersoorten:
- C. c. campestris: centraal Suriname en van het noordelijke deel van midden- en oostelijk Brazilië tot Bolivia en midden-Paraguay.
- C. c. campestroides: van midden en zuidelijk Paraguay tot zuidoostelijk Brazilië, Uruguay en oostelijk Argentinië.

## Status
De grootte van de populatie is niet gekwantificeerd maar de soort wordt omschreven als algemeen. Op de Rode lijst van de IUCN heeft deze soort de status niet bedreigd.